# Loeskypnum wickesii
Loeskypnum wickesii là một loài Rêu trong họ Amblystegiaceae. Loài này được (Grout) Tuom. mô tả khoa học đầu tiên năm 1973.